# Stor-Lobbtjärnen
Stor-Lobbtjärnen är en sjö i Bodens kommun i Norrbotten och ingår i Alåns huvudavrinningsområde. Sjöns area är 0,046 kvadratkilometer och den befinner sig 103 meter över havet.